# Hiroki Uchida
Hiroki Uchida (Escritura Kanji:内田弘樹 (Uchida Hiroki), Chiba, Japón, 15 de diciembre de 1990) es un futbolista japonés que juega como mediocampista en el Yokohama Fortress del Kanto Football League 1. Jugó para Cerro Porteño PF y Deportivo Santaní en la Primera División de Paraguay y también por Huachipato en la Primera División de Chile.

## Trayectoria
Se inició en las divisiones menores del Yokohama F. Marinos, jugando en juveniles y finalmente en el primer equipo, donde tuvo buenas actuaciones en el club, pero finalmente no lo tuvieron en cuenta y fue a probar suerte a Sudamérica, primero se probó en el Club Cerro Porteño (Presidente Franco) de Paraguay, donde le dijeron que tenía condiciones de jugar, pero no fue dejado en el plantel.

### Huachipato
Luego Uchida viajó a Chile, a poder probarse en Lota Schwager, donde no fue considerado para finalmente viajar a Talcahuano y probar suerte en Huachipato, donde el técnico del equipo acerero Jorge Pellicer, dijo que tenía condiciones y finalmente firmó su contrato por el club. Cabe destacar que Uchida es el segundo japonés en jugar en el fútbol chileno, después del portero Norio Takahashi, quien militó en Unión San Felipe en el 2004 sin sumar minutos. Debutó en el elenco acerero, en la primera fecha del Torneo de Apertura 2013, cuando su equipo recibió como local a Santiago Wanderers (partido que terminó con triunfo para el equipo de Valparaíso por 1 a 0), reemplazando en el segundo tiempo al defensor chileno Carlos Labrín.

### Deportivo Santaní
El 18 de febrero de 2015, fue anunciado por D10 de Paraguay que el Deportivo Santaní le había fichado a Uchida por una temporada.
 Uchida estaba siendo transferido del club japonés Nihon Kogakuin F. Marinos y jugador mexicano Alonso Collazo también fue fichado por el club para la misma temporada. Los dos jugadores eran los únicos extranjeros en el plantel. Fue publicado que Uchida podría debutar ante Club Olimpia de Asunción en la octava fecha en un partido que se jugará en Ciudad del Este.
El 21 de marzo de 2015, diario paraguayo EXTRA anunció que Uchida había dicho que tenía la intención de seguir jugando fútbol en Suramérica ya que el continente tiene un mejor nivel del fútbol en su país. El jugador no había debutado aún para el Deportivo Santaní pero estaba ansioso para hacerlo.
El 10 de julio de 2015, fue anunciado por diario paraguayo ABC Color que el jugador fue desvinculado del club y además no pudo regresar a Japón. Uchida no hablaba mucho español y visitó la ABC para informar la dificultad que estaba viviendo debido a su representante, Kazunori Sato, quien le había abandonado aparentemente. Una carta firmada por el abogado de Uchida reveló el problema y explicaba por qué el jugador no pudo regresar a Japón.

"Durante los cinco meses de contrato con Santaní, no he podido recibir mis salarios y a pesar de los pedidos de ayuda al Sr. Sato, solo me responde con evasivas, por lo que me sentí abandonado a mi suerte." – Uchida respondiendo con relación a su circunstancia en el Deportivo Santaní.

La causa principal era que Uchida no podía entender el idioma y explicó que su agente, Sato, había incluido cosas en su contrato que Uchida no entendía en ese momento. Sato había insertado en el contrato un pago de suma de USD $ 18, 000 con el fin de liberar Uchida de sus servicios. Uchida agradeció al Deportivo Santaní, que le había proporcionado alojamiento en el Complejo Victoria en Ypacaraí y fue gracias a ellos que Uchida no pasó hambre
Sin embargo, Uchida explicó que debido a la soledad y la preocupación perdió mucho peso. También explicó que cuando el equipo de San Pedro no se quedaba en el complejo de Victoria para la concentración, Uchida tuvo que abandonar el lugar y permanecer en un hotel que tendría que pagar de su propia billetera. Uchida finalmente tuvo la intención de apelar a la Asociación Paraguaya de Fútbol.
El 17 de julio de 2015, se informó que Uchida y Sato lograron un acuerdo y Uchida pudo regresar a Japón, explicando que había un malentendido entre su agente y él mismo. Ambas partes pudieron conversar y charlar mutuamente del contrato que había impedido a Uchida volver a Japón.
El jugador declaró que desde febrero de 2015, no cobró su salario y que su agente se aprovechó de su falta de entendimiento en español. No recibió contacto de su agente.
El representante de Sato, Julio Scarone, explicó que Uchida había estado en contacto con Sato desde 2012 mientras que se probaba en Cerro Porteño PF.
Scarone explicó que Sato le trajo a Uchida de España y lo puso en un hotel y lo firmó con Deportivo Santaní. Scarone también negó que hubo un acuerdo por un monto de USD $ 18.000 como cláusula, diciendo que cuando Uchida no tenía dinero mientras estaba en España y en Huachipato en Chile, Sato le prestó USD $ 18.000 e informó que le devolvería cuando era posible. Uchida confirmó que todo era un mal entendimiento.

### Yokohama Fortress
Después de regresar a Japón, Uchida ficha por el Yokohama Fortress Football Club del the Kanto Football League 1.

## Clubes

### Juveniles
| Club                          | País  | Año       |
| ----------------------------- | ----- | --------- |
| ACC Yotsukaido                | Japón | 2003–2007 |
| Teikyo High School            | Japón | 2007–2009 |
| Japan Institute of Technology | Japón | 2009–2011 |

### Mayores
| Club                      | País     | Año           |
| ------------------------- | -------- | ------------- |
| Yokohama F. Marinos       | Japón    | 2012          |
| Cerro Porteño PF          | Paraguay | 2012          |
| Huachipato                | Chile    | 2013-2014     |
| Nihon Kogakuin F. Marinos | Japón    | 2014          |
| Deportivo Santaní         | Paraguay | 2015          |
| Yokohama Fortress         | Japón    | 2016-presente |

## Estadísticas
| Club              | Temporada | Liga             | Liga | Liga  | Continental | Continental | Otro | Otro  | Total | Total |
| Club              | Temporada | División         | PJ   | Goles | PJ          | Goles       | PJ   | Goles | PJ    | Goles |
| ----------------- | --------- | ---------------- | ---- | ----- | ----------- | ----------- | ---- | ----- | ----- | ----- |
| Cerro Porteño PF  | 2012      | Primera División | ?    | ?     | -           | -           | -    | -     | ?     | ?     |
| Deportivo Santaní | 2015      | Primera División | 0    | 0     | -           | -           | -    | -     | 0     | 0     |
| Total             | Total     | Total            | -    | -     | -           | -           | -    | -     | -     | -     |